# Волчиха (Алтайский край)
Волчиха — село (ранее посёлок городского типа) в Алтайском крае, административный центр Волчихинского района.

## Описание
Расположено в 340 км к юго-западу от Барнаула.
В селе находятся маслозавод, пивзавод, лесхоз, строительные организации, библиотека, медицинское учреждение, ДК, колледж информационных технологий, музей, школа искусств, ДЮСШ.
Основная отрасль специализации и направление экономики — сельское хозяйство: развито зерновое производство, животноводство, овцеводство; пищевая и лесная промышленность. Функционирует птицефабрика.
Волчиха связана с Барнаулом, другими городами и районами автодорогами. До ближайшей железнодорожной станции Михайловская — 60 км.

## История
Основано в 1782 году. Первое упоминание о Волчихе в архивных документах относится к 1782 году, когда здесь проводилась перепись податного населения. Эта дата и принята за основание села. Но в этом году в Волчихе проживало уже свыше ста жителей. В числе первых поселенцев были семьи Савелия Шевелева, Андрея Русакова, Герасима Тупицина, Никифора Воронина, Ивана Вострова, Михаила Субботина, Парамона Щетинина и несколько семей из рода Исаковых.
До 2009 года имело статус посёлка.
В селе родился Герой Советского Союза Леонид Логинов. В Волчихе некоторое время жил писатель Всеволод Иванов.

## Климат
Тип климата — континентальный. Средняя температура января −16,5 °C, июля +20 °C.
| Показатель              | Янв.  | Фев.  | Март  | Апр.  | Май   | Июнь  | Июль  | Авг.  | Сен.  | Окт.  | Нояб. | Дек.  |
| ----------------------- | ----- | ----- | ----- | ----- | ----- | ----- | ----- | ----- | ----- | ----- | ----- | ----- |
| Абсолютный максимум, °C | −3,1  | +8,0  | +12,0 | +26,8 | +40   | +36,2 | +38,4 | +32,5 | +32,5 | +12,2 | +3,7  | +1,9  |
| Средняя температура, °C | −20,5 | −9,6  | −3,3  | +8,8  | +12,0 | +19,5 | +20,8 | +17,4 | +14,4 | −1,3  | −13,1 | −10,4 |
| Абсолютный минимум, °C  | −45   | −23,5 | −23,1 | −5,3  | −4,3  | +0,8  | +10,8 | +4,5  | −3,1  | −17,2 | −40,2 | −31,5 |
| Норма осадков, мм       | 9,8   | 8,3   | 11    | 22    | 48    | 43    | 178   | 8,8   | 1,7   | 67    | 56    | 36    |

## Население
| 1939    | 1959    | 1970    | 1979    | 1989    | 1997    | 1998    |
| ------- | ------- | ------- | ------- | ------- | ------- | ------- |
| 7096    | ↗10 371 | ↘10 066 | ↘9900   | ↗10 420 | ↗11 284 | ↗11 393 |
| 1999    | 2000    | 2001    | 2002    | 2003    | 2004    | 2005    |
| ↘11 364 | ↘11 336 | ↘11 319 | ↘11 040 | ↗11 337 | ↗11 394 | ↘11 288 |
| 2006    | 2007    | 2008    | 2009    | 2010    | 2011    | 2012    |
| ↘11 229 | ↘10 985 | ↘10 878 | ↘10 701 | ↘10 396 | ↘10 350 | ↘10 171 |
| 2013    | 2021    |         |         |         |         |         |
| ↘10 011 | ↘8470   |         |         |         |         |         |